# Confusió i difusió
En criptografia confusió i difusió són dues propietats de l'operació d'un xifratge segur que va ser identificat per Claude Shannon al seu article Communication Theory de Secrecy Systems publicat el 1949.
En les definicions originals de Shannon «confusió» es refereix a fer tan complexa i embolicada com sigui possible la relació entre la clau i el text xifrat; «difusió» es refereix a la propietat que la redundància informàtica en l'estadística del text clar es "dissipa" en l'estadística del text xifrat. En altres paraules, la no-uniformitat en la distribució dels caràcters individuals (i parelles de caràcters veïns) en el text clar s'hauria de redistribuir a la no-uniformitat en la distribució d'estructures molt més grans del text xifrat, que és molt de més dur de detectar.
La difusió significa que els bits de sortida haurien de dependre dels bits d'entrada d'una manera molt complexa. En un xifratge amb bona difusió, si un bit del text clar es canvia, llavors el text xifrat hauria de canviar completament, en una conducta imprevisible o pseudoaleatòria. En particular, per a una entrada escollida a l'atzar, si es canvia el bit i-èsim, llavors la probabilitat que el j -èsim bit de sortida canviï hauria de ser un mig, per a qualsevol i i j - això es qualifica d'efecte allau. Més generalment, es pot exigir que canviant un conjunt fix de bits haurien de canviar cada bit de la sortida amb la probabilitat de 1/2.
Un propòsit de la confusió és fer molt difícil trobar la clau fins i tot si es té amb la mateixa clau un nombre gran de parelles de text clar-text xifrat. Per això, cada bit del text xifrat hauria de dependre de la clau sencera, i de maneres diferents de bits diferents de la clau. En particular, canviar un bit de la clau hauria de canviar el text xifrat completament.
La manera més simple d'aconseguir tant difusió com confusió és una xarxa de permutació i substitució. En aquests sistemes, el text clar i la clau sovint tenen un paper molt similar en produir la sortida, per això és el mateix mecanisme que assegura tant difusió com confusió.